# Хилтон, Джордж
Джордж Хилтон (англ. George Hilton; род. 16 июля 1934, Монтевидео, Уругвай — ум. 28 июля 2019, Рим, Италия) — уругвайский актёр, снимавшийся в главных ролях в итальянских спагетти-вестернах и фильмах джалло.

## Биография
Хорхе Хилл Акоста-и-Лара родился 16 июля 1934 года в Монтевидео, столице Уругвая.
В начале актёрской карьеры в 1950-х он снимался у аргентинских режиссёров Фернандо Айала и Лукас Демаре, используя псевдоним Хорхе Хилтон. В 1960-х переехал в Италию, где начал играть в спагетти-вестернах; взял себе американизированный псевдоним Джордж Хилтон. Первую главную роль получил в фильме Лючио Фульчи «Кольт пропел о смерти» (1966), в котором сыграл вместе с кинозвездой тех времён Франко Неро. Когда волна популярности вестернов пошла на спад, Хилтон начал активно сниматься в новом для себя жанре — джалло, в котором также достиг успеха, сыграв главные роли в фильмах как «Странный порок госпожи Уорд» (1971) и «Все оттенки тьмы» (1972).
Умер 28 июля 2019 года в Риме. Отпевание актёра состоялось 30 июля в базилике Санта-Мария-ин-Монтесанто, похоронен на римском кладбище Фламинио.

## Избранная фильмография
| Год  |   | Русское название                                       | Оригинальное название                                       | Роль                            |
| ---- | - | ------------------------------------------------------ | ----------------------------------------------------------- | ------------------------------- |
| 1956 | ф | Горькие стебли                                         | Los tallos amargos                                          | молодой человек в редакции      |
| 1966 | ф | Кольт пропел о смерти                                  | Le colt cantarono la morte e fu... tempo di massacro        | Джефф Корбетт                   |
| 1967 | ф | Время грифов                                           | Il tempo degli avvoltoi                                     | ковбой Китош                    |
| 1967 | ф | Иди... убей и вернись                                  | Vado... l'ammazzo e torno                                   | Незнакомец, охотник за головами |
| 1968 | ф | Каждый за себя                                         | Ognuno per sé                                               | Маноло Санчез                   |
| 1968 | ф | Нежные руки Деборы                                     | Il dolce corpo di Deborah                                   | вуайерист Роберт                |
| 1969 | ф | Битва за Эль-Аламейн                                   | La battaglia di El Alamein                                  | лейтенант Грэм                  |
| 1970 | ф | Стальной кулак Джанго                                  | C'è Sartana... vendi la pistola e comprati la bara!         | Сартана / Джанго                |
| 1971 | ф | Странный порок госпожи Уорд                            | Lo strano vizio della Signora Wardh                         | Джордж Корро                    |
| 1971 | ф | Хвост скорпиона                                        | La coda dello scorpione                                     | Питер Линч                      |
| 1972 | ф | Все оттенки тьмы                                       | Tutti i colori del buio                                     | Ричард Стил                     |
| 1972 | ф | Ирис в крови                                           | Perché quelle strane gocce di sangue sul corpo di Jennifer? | архитектор Андреа Антинори      |
| 1973 | ф | Трюкач Дики                                            | Lo chiamavano Tresette... giocava sempre col morto          | Трюкач Дики                     |
| 1975 | ф | Убийца должен убить снова                              | L'assassino è costretto ad uccidere ancora                  | Джорджо Майнарди                |
| 1977 | ф | Жестокий Турин                                         | Torino violenta                                             | комиссар Уго Моретти            |
| 1982 | ф | Богатые, очень богатые... на самом деле в одних трусах | Ricchi, ricchissimi... praticamente in mutande              | шейх Омар Абдул-Юссеф аль-Рашид |
| 1983 | ф | Хищники Атлантиды                                      | I predatori di Atlantide                                    | доктор Питер Сандерс            |
| 2007 | ф | Рождество в круиз                                      | Natale in Crociera                                          | капитан корабля (камео)         |